# باين جنكشن (كولورادو)
باين جنكشن (بالإنجليزية: Pine Junction, Colorado)‏ هي بلدة تقع في مقاطعة بارك، مقاطعة جيفيرسون بولاية كولورادو في الولايات المتحدة. تبلغ مساحتها (كم²)، وترتفع عن سطح البحر 2575 م، بلغ عدد سكانها نسمة في عام 2010 حسب إحصاء مكتب تعداد الولايات المتحدة .

## وصلات خارجية
- The US50 - Cities and Towns in Colorado State
- Colorado Cities and Towns, Facts, Map, Flag, Colleges, Government, and More